# 謝爾比尼
50°22′56″N 28°26′56″E / 50.38222°N 28.44889°E
謝爾比尼（羅馬化：Shcherbyny）是烏克蘭的村落，位於該國北部日托米爾州，由日托米爾區負責管轄，始建於1619年，面積0.64平方公里，海拔高度218米，2001年人口177，人口密度每平方公里275.7人。